# 芳賀友也
芳賀 友也（はが ともや　1984年12月20日 -）は日本の男子新体操選手・俳優である。
- 日本テレビ系列「金プラ!!衝撃のギネス世界記録ベスト100!!」2011年12月2日放送でバック転50m走11秒6を更新しギネス世界記録に認定した。
- 俳優をこなしながら、2011年8月から2015年12月まで、アクション・アクロバットスタジオの「つばさ基地」にて講師を務めていた。
- 現在は、USJのパフォーマーとして活動している